# Damasco (Chiapas)
Damasco es una localidad del estado mexicano de Chiapas. Es parte del municipio de Ocosingo.

## Demografía
| Gráfica de evolución demográfica |
|                                  |

| Censo | Población |
| ----- | --------- |
| 1970  | 643       |
| 1980  | 1 089     |
| 1990  | 1 554     |
| 2000  | 2 081     |
| 2010  | 2 380     |
| 2020  | 2 039     |